# 凹唇軟葉蘭
凹唇軟葉蘭（学名：Malaxis matsudae）为蘭科軟葉蘭屬下的一个种。